# Bioaccumulo
In tossicologia, il bioaccumulo o accumulo biologico è il processo attraverso cui sostanze tossiche inquinanti organici persistenti (per esempio il DDT, le diossine, i furani, i fluoruri o il mercurio) si accumulano all'interno di un organismo, in concentrazioni superiori a quelle riscontrate nell'ambiente circostante. Questo accumulo può avvenire attraverso qualsiasi via: respirazione, ingestione o semplice contatto, in relazione alle caratteristiche delle sostanze.
Il termine "bioaccumulo" fu introdotto a cavallo degli anni cinquanta e sessanta da un gruppo di naturalisti statunitensi che trovarono alte concentrazioni di DDT nell'organismo di alcune specie di uccelli. In seguito a questa scoperta, nel 1973 il DDT fu bandito dagli Stati Uniti e da molti altri Paesi.

## Biomagnificazione
Con il termine biomagnificazione si indica invece un fenomeno di accumulo crescente di una sostanza lungo una catena trofica: per parlare di biomagnificazione è necessario che nell'organismo predatore la concentrazione (normalizzata sul contenuto lipidico) sia più alta rispetto a quella rilevabile nelle prede.
I metalli pesanti non biomagnificano ma bioaccumulano, l'unica eccezione a questa regola è data dal mercurio nella sua forma metilata.Vedi la voce Metilmercurio e Mercurio nei pesci.

## Bioaccumulatori
I bioaccumulatori sono particolari organismi dotati della capacità di assorbire dall'ambiente determinate sostanze per poi trattenerle all'interno dei propri tessuti senza eliminarle tramite processi metabolici.
Proprio per le modalità di utilizzo si selezionano per questo scopo piante e animali estremamente resistenti agli inquinanti.
L'utilità principale di questo tipo di organismi è quella di bioindicatori: monitorando costantemente le colture di bioaccumulatori è possibile valutare lo stato di salute dell'ecosistema, analizzando fattori come la presenza di metalli pesanti (piombo, vanadio, cadmio, cromo, zinco, nichel, manganese), idrocarburi, altre sostanze tossiche o elementi radioattivi (radionuclidi come il cesio 137).
Diversi tipi di piante possono essere utilizzati come bioaccumulatori. I più comuni tipi di vegetazione usata a tale scopo sono i licheni e i muschi, ma ci sono anche diversi tipi di coleotteri terrestri e microorganismi acquatici che si prestano allo scopo.
Misurando tramite spettrofotometria le percentuali di inquinanti contenute nelle strutture cellulari di alcune colture di licheni (Xanthoria parietina, Pseudevernia furfuracea e Licheni Multiflorum) sviluppatesi su alberi a corteccia acida posti in prossimità delle centrali elettriche e comparandole con i valori di una coltura mantenuta in ambiente protetto, è possibile ad esempio misurare la presenza di SO2 e NOx nell'atmosfera.

È possibile effettuare misurazioni differenziali tramite la comparazione tra le analisi dei talli di età differenti.
Il rilevamento avviene su diversi alberi contemporaneamente, suddividendo la coltura in zone tramite un reticolo, per ridurre gli errori dovuti alle normali deviazioni statistiche tipiche delle misure scientifiche e alle influenze esterne dell'ambiente, come i fenomeni di dilavamento da pioggia.
In condizioni particolari è possibile utilizzare come bioaccumulatore anche le foglie di alberi molto diffusi, spesso tigli, prelevando le foglie a campione dalle colture circostanti l'area interessata.
A seconda del tipo di bioaccumulatore (licheni, foglie, erbe in vaso, muschi) cambia il tempo necessario all'esposizione, da poche settimane per i muschi a diversi anni per i licheni.
L'utilizzo di bioaccumulatori e bioindicatori è un metodo efficace e significativo per valutare la presenza di anomalie dell'equilibrio biologico di aree interessate dall'attività umana, anche se non permette di distinguere facilmente tra i risultati dovuti all'attività antropica e quelli invece dovuti a cause naturali.
L'accumulo di materiali nocivi viene classificato con una scala da 1 a 7, basata sulla deviazione dei dati rilevati rispetto a quelli previsti e misurati in condizioni di non-alterazione.
In Italia sono stati attivati nel 1997 alcuni progetti pilota nel Mantovano e in Molise, mentre nel 1999 sono cominciate le misurazioni per il monitoraggio delle centrali Enel in Veneto. Nel 2004 è iniziato un progetto di monitoraggio a Trieste.